# Трубопровідний транспорт

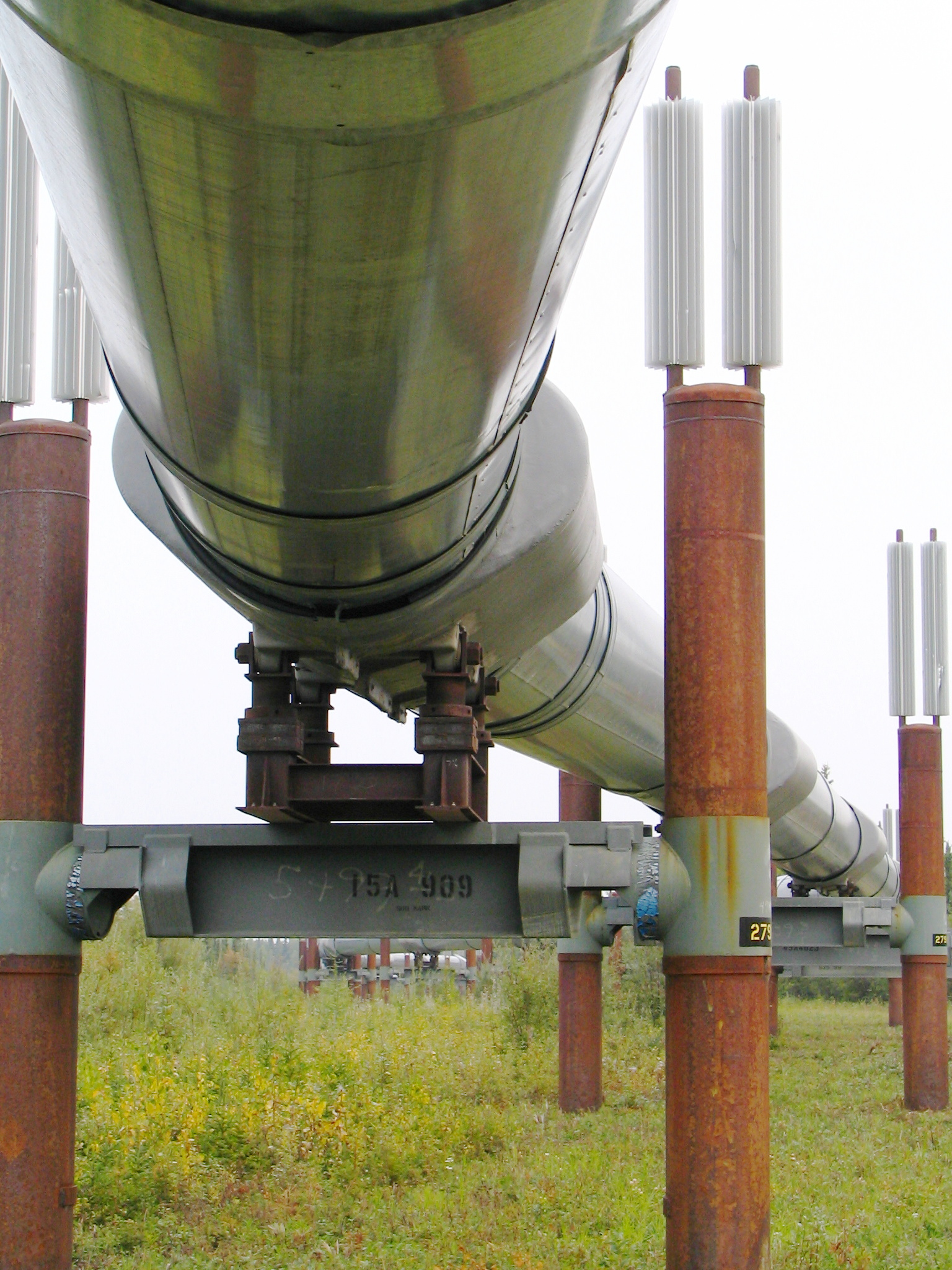
Надземна частина трансаляскинського нафтопроводу

Трубопровідний транспорт — найбільш економічний вид транспортування нафти, нафтопродуктів і газу з місць видобутку та виробництва до районів їх використання і переробки. Магістральні нафтопроводи і газопроводи транспортують ці продукти на великі відстані найкоротшою лінією з найменшими втратами. Довжина магістральних трубопроводів побудованих і введених у дію на 2014 рік складала майже 2175000 миль (3500000 км) в 120 країнах світу.

## Загальна характеристика
Трубопровідний транспорт здійснює передачу на відстань рідких, газоподібних, а іноді і твердих продуктів по трубопроводах. Трубопровідний транспорт становить 11 % від обсягу світового вантажообігу. Сучасний його розвиток було підготовлено досягненнями в металургії і машинобудуванні, а також потребами господарства в транспортуванні рідких і газоподібних продуктів. Створення широкої мережі трубопроводів дозволило більш ефективно переміщати природний газ, нафту і нафтопродукти на великі відстані без проміжних процесів їх перевантаження, що відбувається на інших видах транспорту (крім контейнерного). Важлива особливість трубопровідного транспорту — безперервність його функціонування. Це забезпечується трубопроводами великого діаметра зазвичай до 1420 мм, а в майбутньому до 1620 мм і навіть до 2200 мм і тиском до 75 і більше атмосфер.

## Історія
США. Наприкінці 20-х — початку 30-х років на газопровідному транспорті впроваджується ряд технічних нововведень, що сприяло організації далекого транспорту газу. У 1931 р. від родовища Панхепдл були побудовані перші магістральні газопроводи протяжністю понад 1000 км, за якими газ подавався в райони Чикаго і Детройта. При будівництві цих газопроводів застосовувалися труби діаметром не більше 600 мм. Робочий тиск зазвичай не перевищував 35-40 кг / см2, хоча стінки труб були товстими; Останнє пояснювалося необхідністю застосовувати великий запас міцності через недостатньо високу якість труб і зварювальних робіт. Завдяки будівництву перших далеких газопроводів і зростання використання газового палива в новому газодобувному районі (Південно-Західному центрі) газ до кінця 30-х років займає досить помітне місце в паливно-енергетичному господарстві США. У 1940 р частка газу в загальному виробництві енергії досягала 11,9 %. Проте багато важливих районів, наприклад, все міста Середньо-Атлантичного узбережжя, включаючи Нью-Йорк, взагалі не отримували природного газу; на території головного промислового району США — Індустріального Сходу масштаби його споживання були вельми обмежені. Більшість міст цього району забезпечувалося штучним газом.
В Україні перший магістральний газопровід (і перший в СРСР) збудовано 1924 на відтинку Дашава-Львів (діаметр 150 мм), удруге в 1940 (діаметр 300 мм) на довжину 70 км. 1946 його продовжено до Києва (на той час найдовший газопровід в Європі); у 1951 (через Брянськ) до Москви (довжина Дашава — Москва 1530 км), згодом побудовано з Дашави до Мєнську і через Вільну до Риги. З введенням в експлуатацію Шебелинського родовища газу в 1956 збудовано кілька газопроводів: Шебелинка — Харків, Шебелинка — Дніпро — Кривий Ріг — Одеса — Кишинів; Шебелинка — Білгород — Брянськ (там він з'єднаний з газопроводом Дашава-Москва); Шебелинка — Полтава — Київ; Шебелинка — Острогозьке (на території УРСР — 120 км), з'єднаний з маґістралею Краснодарський край — Москва — Ленінград; Шебелинка — Слов'янське — Луганськ та кілька відгалужень. Ін. газопроводи: Глібовка — Симферопіль — Джанкой (у Криму) — Херсон; на Передкарпатті: Угерське — Івано-Франківське — Чернівці та Рудки — Дроздовичі — Польща; Рудки — Мєнськ — Вільна — Рига; Дашава — Долина — Ужгород з продовженням до Словаччини й Угорщини. Від газопроводів Краснодарський край — Москва і Ставрополь — Москва споруджено відноги до низки міст Донбасу. У кін. 1960-х pp. побудовано газопровід Єфремівка — Київ — Кам'янка Бузька та Диканька — Кривий Ріг.
На 1970 довж. самих лише маґістральних газопроводів в УРСР становила 10900 км (1950—984), числа для СРСР: 67 500 (2 300) км. Розбудова газопроводів триває далі, і їх довж. в УРСР 1977 становила бл. 100000 км (в СРСР 111 700).
Пізніше і слабше розвинувся в Україні нафтопровідний транспорт. У 1950-их pp. збудовано кілька коротких нафтопроводів: Долина — Дрогобич (60 км), Гнідинівське родовище — Прилука (40 км) й ін. На Півн. Кавказі з давніше вже спорудженого нафтопроводу Михачкале — Армавір — Трудова проведено нафтопровід до Чаплиного на Донбасі. До Одеси доходив нафтопровід з нафтового басейну в Плоєшті (Румунія). У 1960-63 проведено на території УРСР відтинок трансевр. нафтопроводу «Дружба», що простягається з Уфи на Уралі і з Казані до сер. Європи двома мережами — через Ужгород до Угорщини і Чехословаччини та через Берестя до Польщі, і Сх. Німеччини; довж. на території УРСР — 680 км.
Перший потужний нафтопровід на території УРСР побудовано щойно в другій пол. 1960-х pp.: Гнідинці — Кременчук; у 1970-х pp.: Кременчук — Херсон (340 км), Тихоріцьке (на півн. Кавказі) — Лисичанське (510 км) і нафтопродуктоводи: Кременчук — Лубни — Київ; Кременчук — Черкаси.

## Техніка і технологія трубопровідного транспорту

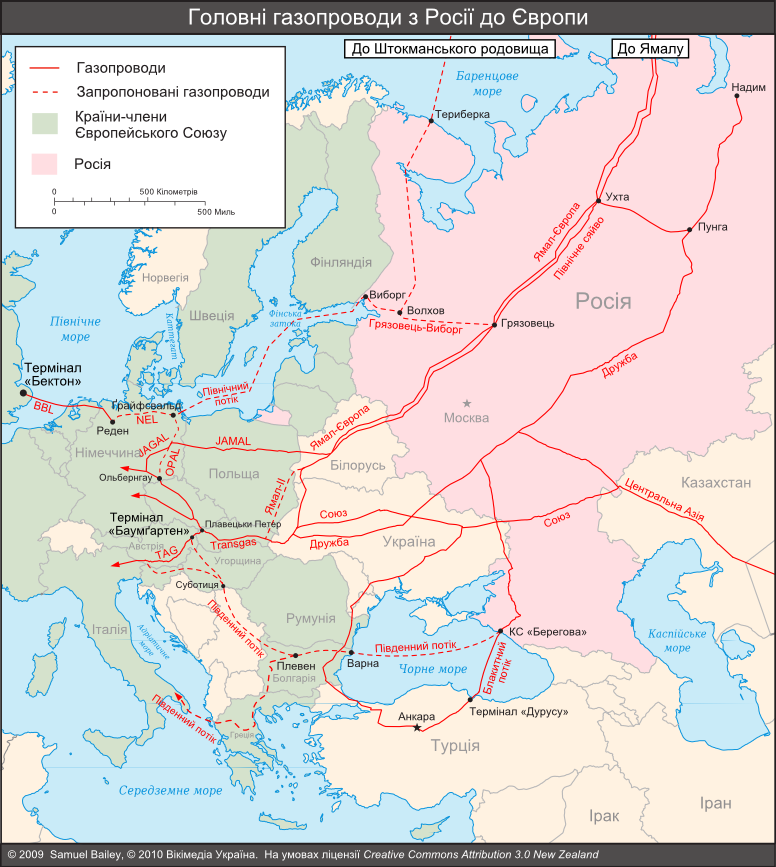
Транзит газу з Росії до Європи

На всій довжині газопроводу більш-менш рівномірно (в середньому через 100—150 км) розподілені компресорні станції, функція яких полягає в підтримці необхідного тиску і швидкості руху газу в трубі (оскільки через тертя газу об стінки труби два останні показники мають тенденцію до зниження). Компресори підтримують тиск (а відповідно і пропускну спроможність газопроводу), додаючи необхідний об'єм газу (додавання, наприклад, повітря привело б до виникнення вибухонебезпечної суміші).
Компресорні станції оснащуються газоперекачуючими агрегатами і устаткуванням для осушення, очищення, одоризації газу (одорант — речовина, що додається в газ і додає йому характерний різкий запах). Крім цього на компресорних станціях обладналися хімічні лабораторії, що періодично проводять аналізи води, масла і інших робочих речовин, а також перевіряють загазованість об'єктів.
Оскільки газопровід не є абсолютно герметичною місткістю через оснащеність його додатковими механізмами (засувками, сальниками тощо), то при транспортуванні неминучі заплановані втрати деякої кількості газу (від 2,5 до 4,0 %).
Різке зниження тиску в трубі (особливо в умовах від'ємних температур) здатне привести до утворення газогідратної пробки. Утворення гідратів газу відбувається у разі, коли молекули води утворюють навколо молекул газу свого роду скупчення і таким чином формують структуру, що зовні нагадує лід. Тобто трубу закупорює тверда маса, через що рух газу зупиняється. Найпоширеніші методи боротьби з такими явищами зводяться до використання метанолу або моноетіленгліколя — для розтепління гідратів.
В цілому ж довжина магістрального газопроводу може складати від декількох десятків до декількох тисяч кілометрів, а діаметр — від 150 до 1420 мм. Велика частина газопроводів має діаметр від 720 до 1420 мм. Труби і арматура магістральних газопроводів розраховані на робочий тиск до 7,5 Мпа.
Найбільш часто використовувані в стандартних лініях транспорту газу, конденсату та нафти труби мають діаметри від 76 до 1400 мм з товщиною стінки до 20 мм. Потужність насосів і компресорних станцій змінюється в межах від 100 до 20000 кВт. Комплекс обладнання, за допомогою якого здійснюється процес транспорту вуглеводневої сировини, являє собою взаємопов'язану систему, що складається з лінійної частини, установок підготовки газу, лінійних і дотискних компресорних станцій, газорозподільних станцій, установок електрохімзахисту труб і багатьох інших необхідних елементів. Забезпечення ефективної взаємодії всіх елементів цієї складної системи є третім завданням транспорту газу.
Так, Україна транспортує з Росії до Європи газ магістральним газопроводом Уренгой-Помари-Ужгород, одна з ділянок якого проходить територією України і обслуговується компанією «Укртрансгаз» (дочірня структура НАК «Нафтогаз України»). Протяжність української ділянки становить 1160 км. Пропускна спроможність газотранспортної системи України до Європи становить 141 млрд кубічних метрів газу на рік. Загалом територією України проходить 80 % всього експортного об'єму російського газу — порядку 220 млрд кубічних метрів на рік.
Крім того, для нафто- і газопроводів виділяють промисловий, міжпромисловий і магістральний транспорт. Хоча поділ в назвах транспортних систем на промисловий, міжпромисловий і магістральний є умовним і залежить від призначення транспорту вуглеводню, слід врахувати, що система міжпромислових газопроводів є основою подальшого транспорту газу. При цьому відстані міжпромислового транспорту можуть досягати 100 км і більше.

## Перспективні проєкти
Великі трубні проєкти очікуються в 2009—2012 рр. у багатьох країнах світу. Наприклад, планується будівництво газопроводу Іран-Пакистан-Індія (IPI) (газопровід «Світ»), період будівництва 2009—2012 рр., вартість 7,5 млрд дол. У Індії почато будівництво найпротяжнішого у світі трубопроводу (1250 км), завершення 2011 р., вартість — 12,3 млрд рупій.
Росія і ряд інших країн планують і виконують газотранспортні проєкти «Північний потік» і «Південний потік».
Туреччина почне в 2010 р. будівництво нафтопроводу Самсун-Джейхан [3.2.3], Вірменія та Іран у 2009 р. — нафтопровід Тебріз-Ерасх. ВАТ «Укрнафтогаз» оголосило тендер на будівництво нафтопроводу «Снігурівка-Одеса» — МНТ «Південний». Прокладка російсько-китайського нафтопроводу Сковородіно — Мохе — Дацин розпочата у 2009 році. Введення нафтопроводу в експлуатацію намічене на 2011 рік. Європа має намір приступити до будівництва газопроводу «Набукко», який за планом повинен подавати газ до Європи в обхід Росії з Ірану, Азербайджану і Туреччині. Туркменістан оголошує міжнародний тендер на проєктування і будівництво газопроводу «Схід-захід». Росія, Греція і Болгарія розробляють проєкт будівництва нафтопроводу Бургас-Александруполіс.